# Big Whiskey and the GrooGrux King
Big Whiskey and the GrooGrux King è un album della Dave Matthews Band, pubblicato il 2 giugno 2009.

## Tracce
Tutte le canzoni sono composte da David J. Matthews.
1. Grux
2. Shake Me Like a Monkey
3. Funny the Way It Is
4. Lying in the Hands of God
5. Why I Am
6. Dive In
7. Spaceman
8. Squirm
9. Alligator Pie
10. Seven
11. Time Bomb
12. Baby Blue
13. You and Me